# Nicholas N. Cox

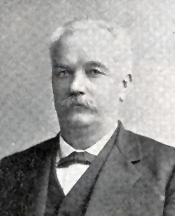
Nicholas N. Cox

Nicholas Nichols Cox (* 6. Januar 1837 im Bedford County, Tennessee; † 2. Mai 1912 in Franklin, Tennessee) war ein US-amerikanischer Politiker. Zwischen 1891 und 1901 vertrat er den Bundesstaat Tennessee im US-Repräsentantenhaus.

## Werdegang
Nicholas Cox wurde in Tennessee geboren, wuchs aber in Seguin (Texas) auf, wo er auch die öffentlichen Schulen besuchte. Später kehrte er nach Tennessee zurück. Nach einem Jurastudium an der Lebanon Law School und seiner im Jahr 1858 erfolgten Zulassung als Rechtsanwalt begann er in Linden in seinem neuen Beruf zu arbeiten. Während des Bürgerkrieges war er Oberst im Heer der Konföderation. Nach dem Krieg ließ er sich im Jahr 1866 in Franklin nieder, wo er in der Landwirtschaft arbeitete.
Politisch war Cox Mitglied der Demokratischen Partei. Bei den Präsidentschaftswahlen von 1860 war er Wahlmann des unterlegenen Kandidaten der Süd-Demokraten, John C. Breckinridge. Anschließend zog er sich für 30 Jahre aus der Politik zurück. Bei den Kongresswahlen von 1890 wurde Cox dann im siebten Wahlbezirk von Tennessee in das US-Repräsentantenhaus in Washington, D.C. gewählt, wo er am 4. März 1891 die Nachfolge von Washington C. Whitthorne antrat. Nach vier Wiederwahlen konnte er bis zum 3. März 1901 fünf Legislaturperioden im Kongress absolvieren. In diese Zeit fiel der Spanisch-Amerikanische Krieg von 1898.
Im Jahr 1900 lehnte Cox eine erneute Kandidatur ab. In der Folge praktizierte er wieder als Anwalt. Außerdem wurde er im Bankgewerbe tätig. Er starb am 2. Mai 1912 in Franklin, wo er auch beigesetzt wurde.